# Operaties Rode en Zwarte Draak
Rode Draak (Frans: Dragon Rouge) en Zwarte Draak (Dragon Noir) waren twee militaire operaties die in 1964, ten tijde van de Congocrisis, in Congo-Leopoldstad werden uitgevoerd om westerse gijzelaars te bevrijden uit Stanleystad (nu Kisangani) en Paulis (nu Isiro).
De beide operaties vonden respectievelijk plaats op 24 en 26 november 1964, tijdens de opmars van de 'Ommegang' door de tijdens de Simbaopstand door Simba's veroverde gebieden van het net onafhankelijke Congo-Leopoldstad. Ze werden uitgevoerd door Belgische en Amerikaanse troepen, ondersteund door Congolese huursoldaten. De operaties vonden in het geheim plaats en leidden tot de redding van ongeveer 2.300 mensen. Ongeveer 60 gijzelaars kwamen om en ongeveer 350 mensen werden geëxecuteerd tussen beide operaties, waaronder 300 Congolezen op 25 november 1964 in Paulis. Over het aantal doden onder de Simba's is niets bekend. De operaties staan bekend als zeer succesvol. Volgens Odom (1986) was het de eerste en in veel opzichten de meest complexe multinationale operatie ter bevrijding van gijzelaars van de Koude Oorlog.
Naast Rode Draak en Zwarte Draak waren vooraf nog twee operaties gepland; Witte Draak (Dragon Blanc) in Bunia en Groene Draak (Dragon Vert) in Watsa. Deze operaties werden op bevel van de Amerikaanse president Johnson niet uitgevoerd.

## Achtergrond

### Simbaopstand
De Simba's (lokale grotendeels animistische stammen uit de provincies Kivu en Orientale) waren in 1964 in reactie op incompetentie van de Congolese overheid om opstanden elders (Pierre Mulele; zie verder), en represailles en misstanden en door het slechtgetrainde regeringsleger in opstand gekomen tegen de nieuwe Congolese overheid en werden geleid door linkse rebellen. Zij werden 'Simba's' (Swahili voor "leeuwen") genoemd omdat twee sjamanen (Mama Maria Onema en Mama Fumu) hen hadden wijsgemaakt dat ze 'onkwetsbaar' zouden zijn voor kogels en in 'leeuwen' zouden veranderen in de strijd (het dacwa-ritueel). De Simba's stonden onder leiding van de Comité National de Libération (CNL), een marxistische beweging, geleid door Christophe Gbenye en Gaston Soumialot, beiden leden van de Mouvement National Congolais (MNL). Met haar marxistische achtergrond wist de CNL zich te verzekeren van steun van de Sovjet-Unie en Cuba. Gbenye wist zich te profileren als belangrijkste leider tijdens het conflict. Zijn belangrijkste militaire leider was Nicholas Olenga, een oud bondgenoot van Patrice Lumumba, die in 1963 een mislukte staatsgreep had gepleegd.

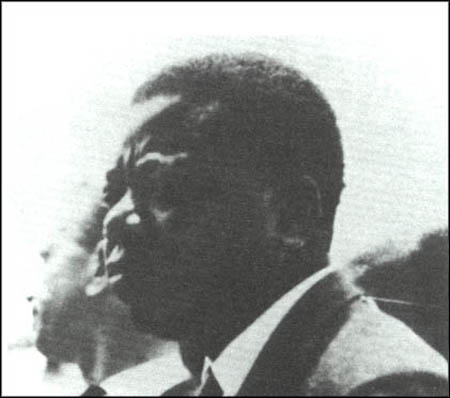
De Congolese premier Moïse Tshombe

Het Congolese regeringsleger Armée Nationale Congolaise (ANC) stond onder leiding van Mobutu en was berucht om haar wreedheden, die veel aversie onder de bevolking opriep en leidde tot steun aan opstanden tegen de Congolese regering. De regering van Congo was zwak en werd in 1964 geleid door premier Moïse Tshombe, oud-leider van de Staat Katanga. Tshombe was aangetrokken door Cyrille Adoula, maar had deze binnen een paar dagen aan de kant gezet. Het ANC werd vanaf 1963 getraind met hulp van de Belgen (de organisatie CAMAC onder leiding van kolonel Guillame Logiest) en Amerikanen (COMISH onder leiding van kolonel Frank Williams) in een poging de politieke situatie in het land te stabiliseren. Na de opstand van Pierre Mulele in Kwilu begin 1964 ondersteunde de CIA het ANC in haar strijd tegen Muléle door luchtaanvallen met huurlingpiloten die waren gerekruteerd uit Cubaanse bannelingen; veteranen van de Invasie in de Varkensbaai. Het ANC maakte zich echter schuldig aan vele misdaden tegen de menselijkheid en vergrootte zo de steun aan voortdurende opstanden in 1964, waaronder die van de Simba's in Oost-Congo.
In juli 1964 begonnen de Simba's hun opmars en wisten binnen een paar weken zonder veel moeite grote delen van oostelijk Congo te veroveren op het regeringsleger, dat meer vluchtte dan verzet bood. Een kernelement binnen de Simba's werd gevormd door ontevreden jongeren, die zich als de jeunesse hadden verenigd in bendes en zich aansloten bij de Simba's, daar ze elke aanval tegen de regering steunden. Hun loyaliteit was echter gering en hun acties waren vaak onberekenbaar. Hun aanval op Kasongo werd bijvoorbeeld gevolgd door de executie van ongeveer 200 stamleiders en regeringsleiders.
Als reactie op de aankomst van de Belgische para's in Stanleystad op 24 november werden verschillende missionarissen, o.a. de Dox broers, gevangen gezet. Twee dagen later werd een aantal van hen geëxecuteerd.

### Verovering van Stanleystad
Op 5 augustus trokken de Simba's de grote stad Stanleystad (300.000 inwoners) binnen, waar ongeveer 1.600 buitenlanders woonden; ongeveer 500 Belgen (165 waren de stad vlak voor de aanval ontvlucht), 700 andere Westerlingen en ongeveer 400 niet-Westerlingen, hoofdzakelijk Pakistani en Indiërs. Ondanks de dreiging waren de meesten van hen gebleven, omdat ze er economische belangen hadden (plantages, zaken, technici, e.d.) en de risico's daarbij voor lief namen. De stad werd zonder veel verzet opgegeven door de 1500 man garnizoenstroepen van het ANC, aangezien hun leider, de ervaren kolonel Leonard Mulamba, afwezig was omdat hij in opdracht van Mobutu Bukavu poogde te behouden. Na een eerste aanval door de jeunesse te hebben afgeslagen vluchtten de troepen. De Simba's waren berucht om de ratissage; de rituele wraak die soms op tegenstanders werd genomen en soms gepaard ging met kannibalisme. De gevluchte Congolese soldaten lieten een grote voorraad wapentuig achter, die de Simba's in staat stelde om ook de jeunesse van vuurwapens te voorzien.

### L'Ommegang
De Belgische reactie op de inname van Stanleystad was het sturen van kolonel Frédéric Vandewalle, de voormalige Belgische consul in het door België gesteunde Katanga, die eerder daar betrokken was geweest met het opzetten van een leger. In opdracht van de ministers Paul-Henri Spaak (buitenlandse zaken) en Paul-Willem Segers (landsverdediging) werd hem min of meer de vrije hand gegeven in het opzetten van een militaire operatie om de Simba's terug te slaan en Stanleystad te ontzetten. Er mochten echter geen Belgische soldaten aan de operatie deelnemen omdat duidelijkheid over Belgische deelname aan de strijd bij de Simba's waarschijnlijk slecht zou uitpakken voor de Belgen in hun gebied. Vandewalle moest Tshombe daarom ondersteunen met een blank huurlingenleger, dat als speerpunt van het ANC moest functioneren en onder Tshombe's oppergezag zou vallen. Tshombe had in juli al een aantal oudgediende huurlingen overkomen, waaronder de Brit Mike Hoare ("Mad Mike"), die in 1961 Katanga was uitgezet door de Verenigde Naties na te zijn gearresteerd door het Ethiopische leger, en nu de huurlingentroepen zou gaan leiden in hun offensief tegen de Simba's. Hoare nam als eerste de opdracht aan om Albertstad te bevrijden, waar 120 Belgen vast zaten. Zijn Operatie Watch Chain (met 30 man troepen; tussen 24 en 28 augustus) liep echter uit op een mislukking (2 doden en 7 gewonden) en het was aan het ANC te danken dat de stad op 30 augustus weer in Congolese handen was en de Belgen gespaard bleven van een bloedbad. Helaas voor België lekte naar de internationale pers uit, dat zich onder Hoare's leger ook een Belg bevond.

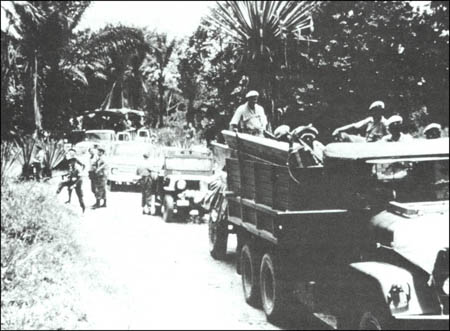
Troepen van l'Ommegang in opmars naar Stanleystad

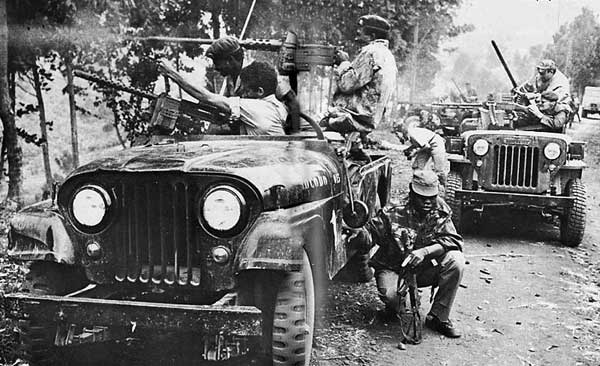
ANC-troepen vuren op Simba-posities

Vandewalle overlegde daarop met Tshombe, die hem toestemming gaf om Hoare onder zijn bevel te plaatsen. Vandewalle doopte de militaire operatie om het Simbagebied te heroveren (en de buitenlanders te redden) l'Ommegang naar het jaarlijkse Brusselse festival Ommegang. Deze operatie werd voorafgegaan door de opbouw van troepen; op 1 oktober telde het legertje ruim 250 blanke huurlingen en een paar duizend Katangezen. Ondertussen hadden de leiders van de Simba zich half september bijna allemaal verzameld in Stanleystad, dat zodoende het onofficiële hoofdkwartier van de rebellen werd. Gbenye en Olenga en andere Simbaleiders bekeken elkaar echter met wantrouwen en Gbenye bezat geen werkelijke macht over Olenga, wat de situatie voor de Belgen en Amerikanen nog meer gespannen maakte, daar onduidelijk was wat ervan kon worden verwacht. Olenga was kwaad over de Amerikaanse CIA-bombardementen en eiste begin oktober meermaals de executie van alle Amerikanen. De andere leiders twijfelden tussen het behouden van de Westerlingen als gijzelaars en het evacueren van hen om de westerse goodwill te behouden. Op 9 oktober dreigde echter ook Gbenye alle westerse gijzelaars te doden.
De Amerikaanse ambassadeur G. McMurtrie Godley had ondertussen de grootste moeite om Tshombe en Mobutu ervan te weerhouden om het radiostation van Stanleystad met een luchtaanval te treffen om hun kracht te laten zien na het falen van Operatie Watch Chain; dit zou de gespannen situatie in Stanleystad alleen nog maar verder op de spits drijven. Na een bezoek van het Rode Kruis aan Stanleystad op 22 september werd duidelijk dat zelfs het overvliegen van de stad al tot zware sancties tegen de gevangenen zou kunnen leiden. Uiteindelijk werd na het tijdelijk staken van de luchtsteun door de CIA met Tshombe en Mobutu overeengekomen dat de luchtaanvallen aan banden zouden worden gelegd en er een vliegverbod zou gelden tot op 25 mijl van Stanleystad.
Begin oktober begonnen Tshombe's huurlingen, ANC met hun opmars tegen de Simba's, ondersteund door luchtaanvallen. Ze boekten snelle terreinwinst, waarop Mobutu en Tshombe zich steeds meer gingen onttrekken aan het bevel van Vandewalle en hun eigen plannen maakten met de huurlingen, zodat Vandewalle zijn eigen plannen niet kon doorzetten.

## Operatie Rode Draak

### Voorbereidingen
Een deel van het Amerikaanse ambassadepersoneel in Stanleystad had zich aanvankelijk verstopt voor de Simba's en vroeg om een reddingsoperatie. Deze operatie (Flag Pole) werd op 7 augustus echter afgeblazen vanwege de aanwezigheid van Simba's nabij de ambassade. In de weken erop werden plannen overwogen om hen en andere Amerikanen te redden, maar omdat het alleen redden van de Amerikanen een internationaal schandaal zou kunnen betekenen werd uiteindelijk besloten om de actie op alle buitenlanders te richten. Aanvankelijk werd de niet-Congolese bevolking grotendeels met rust gelaten. De Congolese bevolking daarentegen kreeg te maken met grote represailles; naar schatting werden in Stanleystad tussen augustus en november 1000 tot 2000 mensen vermoord door de Simba's onder leiding van Simbaleider Alphonse Kinghis. In Paulis was de situatie nog erger en werden in dezelfde periode 2.000 tot 4.000 Congolezen vermoord.
Na het bezoek van het Rode Kruis in september werd duidelijk dat een militaire reddingsoperatie plotseling zou moeten komen om de Simba's ervan te weerhouden tot geweld tegen de Westerlingen over te gaan; volgens Amerikaanse woordvoerders moest bij een eventuele aanval ervoor worden gezorgd dat binnen een kwartier alle belangrijke plekken in de stad in handen waren om een bloedbad te voorkomen. Na de dreiging van Gbenye op 9 oktober om alle buitenlanders dood te schieten werd besloten tot de uitvoering van een reddingsactie. Er ging een uitgebreide Amerikaans-Belgische planning aan vooraf. Na een aantal alternatieven te hebben afgewogen, kozen de planners uiteindelijk het Britse eiland Ascension in het midden van de Atlantische Oceaan als uitvalsbasis. Dit was een dure optie, omdat de vliegtuigen veel verder moesten vliegen dan vanuit de vliegbasis Wheelus in Libië, het alternatief dat bij de Amerikaanse generaal Paul D. Adams (opperbevelhebber STRICOM) de voorkeur had. Ascension genoot de voorkeur van het United States Department of State omdat de operatie zo beter geheim kon worden gehouden. Het departement zou uiteindelijk de doorslag geven, hoewel de Belgen vooraf ook hun voorkeur voor Wheelus uitspraken. Omdat Ascension ver weg lag van Stanleystad (ongeveer 2800 kilometer), werd geopteerd voor een extra basis in Congo, namelijk Vliegbasis Kamina. Omdat de Belgen geen goede luchtfoto's van het gebied hadden (de Amerikanen vonden ze althans van slechte kwaliteit), werden Amerikaanse toestellen ingezet om vooraf luchtfoto's van Stanleystad te schieten (codenaam: Running Bear).

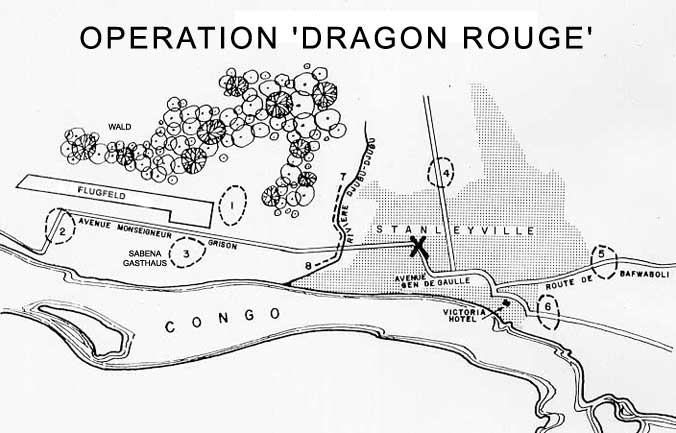
Kaartje van het landingsgebied in Stanleystad

Tijdens de voorbereidingen druppelde af en toe informatie binnen over de stad, waaruit bleek dat het vliegveld bij Stanleystad niet met luchtafweergeschut werd beschermd en dus relatief eenvoudig kon worden ingenomen en dat de rebellen enkele duizenden strijders hadden, verdeeld over een aantal posities, die lang niet allemaal even effectief (en dus gevaarlijk) waren. In september was al duidelijk geworden dat een landing ten oosten van de stad over de rivier levensgevaarlijk was omdat de Stanleywatervallen zich daar bevonden en er visvallen waren geplaatst, waardoor er onder de militairen vele slachtoffers zouden kunnen vallen. Een plan van Adams ('High Beam') om heel Stanleystad te veroveren, leiders als Olenga en Soumialot gevangen te nemen en de Simba's op te roepen tot overgave werd door de Amerikaanse Congo Working Group (CWG; een verband van Amerikaanse regeringsfunctionarissen over acties in Congo opgezet op 29 augustus) en de Amerikaanse ambassadeur Godley van tafel geveegd als militaire overkill.
Op 28 oktober verslechterde de situatie in Stanleystad toen Olenga de opdracht gaf om alle Amerikanen en Belgen op te pakken. Hoewel Gbenye dit op 31 oktober veroordeelde, liet Olenga ze toch opsluiten en gaf opdracht om hen bij een bombardement 'zonder uitleg uit te roeien'. Op 5 november werd weer een verzachtende verklaring uitgezonden door de Simba's dat ze werden beschouwd als krijgsgevangenen, hetgeen de angst voor een slachtpartij deed verminderen en de hoop op een eventuele oplossing deed toenemen. Op dezelfde dag werd echter Kindu veroverd door de Ommegangtroepen van Vandewalle (die op 1 november zijn offensief was gestart), waarbij twee lijken van Europeanen en nog een dodelijk gewonde werden aangetroffen, wat het eerder door de rebellen beloofde hanteren van de Geneefse Conventies tot een dode letter maakte. Uit ooggetuigenverklaringen bleek dat de rebellen al waren begonnen met de voorbereiding van een massale executie van alle mannelijke gevangenen, wat alleen voorkomen was door een luchtaanval door de troepen van l'Ommegang, waardoor de gevangenen zich snel konden verbergen alvorens het grondoffensief hun positie bereikte.

### Belgische deelname
Met de gevangenneming van de Belgen op 28 oktober raakte de Belgische overheid echter direct betrokken bij de voorbereidingen voor een reddingsoperatie. De Amerikanen zetten de Belgische overheid waarschijnlijk onder druk (blijkens een verklaring van de Amerikaanse ambassadeur in België Douglas MacArthur II) om haar 'politieke verantwoordelijkheid' te nemen en dus actief mee te doen aan de reddingsoperatie na het bekend worden van de gebeurtenissen in Kindu. Op 8 november had de Belgische minister van buitenlandse zaken Paul-Henri Spaak een ontmoeting met de Amerikaanse ondersecretaris voor politieke zaken Averell Harriman. Spaak stelde voor om een gezamenlijke actie op te zetten, waarbij Belgische paracommando's door Amerikaanse vliegtuigen zouden worden gedropt bij Stanleystad. Het voorstel werd nominaal goedgekeurd door de Amerikanen (president Johnson wilde echter net als de CWG liever een vreedzame oplossing en was terughoudend in het verlenen van goedkeuring op het moment van uitvoering) en vervolgens ook door minister van landsverdediging Paul-Willem Segers en koning Boudewijn. Daarop werd Spaak de belangrijkste bevelhebber over de missie. Het militaire bevel kwam bij de Belgen te liggen in de handen van kolonel en stafchef Robert Louvigny, terwijl de paracommando's onder leiding stonden van kolonel Charles Laurent.

### Plannen
Na onderhandelingen werd op 13 november besloten tot het sturen van een compagnie Belgische paracommandotroepen (para's), die zouden worden gedropt door 12 Amerikaanse C-130E-transportvliegtuigen, daar België zelf nog niet dergelijke vliegtuigen bezat. Naast troepen werden voertuigen en voorraden meegestuurd om de operatie goed te kunnen uitvoeren. De operatie kreeg van kolonel Laurent de naam Rode Draak (Dragon Rouge) vanwege de rode baretten van de paracommando's met een 'drakenbuik' van Amerikaanse C-130E's. De officiële naam van USEUCOM, dat verantwoordelijk was voor de uitvoering van Amerikaanse zijde, was OPLAN 319/64.
De operatie werd opgedeeld in drie fasen:
1. Fase 1 werd gevormd door het vervoer naar de plek van operatie, waarbij 12 Amerikaanse C130E-transportvliegtuigen ongeveer 545 Belgische paracommando's (64 per vliegtuig), 8 jeeps en 12 FN AS 24-driewielers zouden vervoeren van Vliegbasis Kleine-Brogel via Spanje, Ascension en Kamina naar Stanleystad. De fase vormde de verantwoordelijkheid van de Amerikaanse kolonel Burgess Gradwell. Om geen argwaan te wekken over de samentrekking van troepen werd naar buiten toe verklaard dat het ging om een gezamenlijke Belgisch-Amerikaanse lange-afstandsoefening op Ascension. Eigenlijk een voor de operatie gevaarlijk zwak verhaal omdat beide landen nog nooit eerder zo'n oefening hadden gehouden, zodat het alsnog argwaan had kunnen wekken. Deze fase werd geschat op 28 uur vanaf het moment van landing van Amerikaanse toestellen op Kleine-Brogel tot aan de landing in Stanleystad en moest deels 's nachts plaatsvinden om geen argwaan te wekken en deels overdag, omdat de Amerikaanse toestellen alleen bij daglicht konden landen op Ascension. Naast de 12 C130E's voor het vervoer van de troepen, werden drie extra C130E's ingezet voor onderhoud, reserve en communicatie.
2. Fase 2 was de belangrijkste; de aanvalsfase. Eerst moest het vliegveld van Stanleystad worden veroverd en vrijgemaakt van obstakels (in de plannen van Laurent door de landing van 320 paracommando's met 5 C130E's), vervolgens zouden de meegebrachte voertuigen en de overige troepen er landen. Daarna zou de stad aan bod komen; eerst moesten alle ingangen naar de stad worden geblokkeerd en dan kwam het belangrijkste onderdeel aan bod; de redding van de gijzelaars. Ten slotte zou de evacuatie van de ex-gijzelaars volgen door de lucht. Fase 2 stond onder het bevel van kolonel Laurent, iets wat de ervaren Amerikaanse generaal Adams niet zinde. Hij had liever gezien dat de hele operatie onder een (Amerikaans) bevel had gestaan. De Belgische deelname bestond uit de deelname van het Eerste Bataljon Parachutisten, aangevuld met de 3e infanteriecompagnie van het Tweede Commandobataljon. Het grootste deel bestond uit (para)commando's (rode en groene baretten) zonder gevechtservaring.
3. Fase 3 bestond uit de landing van de vliegtuigen voor het evacueren van de gijzelaars en de verdere afhandeling daarvan. Nadat de vliegtuigen in Leopoldstad waren geland, zou de Amerikaanse Joint Task Force LEO (JTF LEO), die belast was met de ondersteuning van de missie, de evacuatie verder overnemen.

De missie stond onder grote Belgische politieke druk. Een misser zou tot grote internationale gevolgen kunnen leiden zoals bij de Belgische interventies in Congo in 1960. Er mochten eigenlijk geen doden vallen onder de zwarte bevolking, daar er grote kans bestond dat dit breeduit zou worden uitgemeten in de media. Ook Belgische slachtoffers (jonge dienstplichtige paracommando's) waren uit den boze in verband met de Belgische publieke opinie.

### Aanloop naar de operatie
In november werd begonnen met de militaire voorbereidingen en werd een bevelstructuur opgezet. Op 17 november vlogen de Amerikaanse toestellen naar Kleine-Brogel voor de start van de operatie. De CWG was echter niet gerust op het geheimhouden van de missie en kwam na aankomst van de Amerikaanse toestellen op Kleine-Brogel met een plan om Britse toestellen als 'dummy's' in te zetten voor vluchten van en naar Kleine-Brogel om de indruk van een Belgisch-Britse oefening te geven, terwijl de Amerikaanse toestellen ondertussen gewapend met nepvliegplannen de Belgische paracommando's zouden uitvliegen. Het plan had echter verschillende tekortkomingen; de werkelijke vliegplannen waren al ingediend, het luchtverkeer boven Europa was reeds erg druk en daar zou rekening mee moeten worden gehouden, en er was nog geen toestemming voor overvluchten bij Frankrijk en Spanje aangevraagd. Gradwell vloog, om toch binnen het tijdschema te blijven daarom zonder Franse toestemming vooraf vanaf de Amerikaanse Vliegbasis Évreux naar Kleine-Brogel. De valse vliegplannen zorgden op Kleine-Brogel voor vertragingen en verwarring onder de piloten. Ambassadeur Godley wist de geheimhouding van de operatie op het laatste moment nog te bewaren toen hij de Amerikaanse ambassades van Niger en Nigeria ervan weerhield om de regeringen van beide landen toestemming te vragen voor overvluchten voor de terugreis, maar nadat een perswoordvoerder van het Belgische ministerie van landsverdediging bericht had over een troepenverplaatsing, pikten de media het op en verschillende Europese kranten speculeerden daarop dat ze naar Afrika zouden vliegen.
Vlak voor de operatie ontstond een discussie tussen de Belgische minister Spaak en de CWG over de uitvoering. Op 19 november zou Vandewalle zijn aanval inzetten op de stad en de daaropvolgende vier of vijf dagen zouden daarom weleens erg gevaarlijk voor de gevangenen kunnen worden. Daarbij vermoedde Spaak dat het tijdschema tot een falen van de operatie zou kunnen leiden. Het CWG wilde pas tot actie overgaan als het gevaar voor de gevangenen eminent werd, maar Spaak wilde daarop niet wachten en legde daarom op 14 november druk op de CWG om de operatie eerder te laten starten; op 17 november moest de operatie naar Ascension of Kamina afvliegen om snel in te kunnen grijpen. Op 16 november ging het CWG ermee akkoord om de troepen op 17 november naar Ascension te verplaatsen. De CWG bleef echter aarzelend; de operatie zou gevolgen kunnen hebben voor Amerikaanse missionaris Paul Carlson die als 'Amerikaanse spion' voor executie was aangemerkt door de Simba's (en uiteindelijk ook zou worden geëxecuteerd), voor westerse gijzelaars elders in Congo, en voor de Congolese bevolking. Ook was onduidelijk of en hoe een en ander moest worden gecoördineerd met de geplande aanval van Vandewalles l'Ommegang en hoe de operatie diplomatiek zou moeten worden verantwoord. De CWG bleef daarom tot op het laatste moment hopen op een diplomatieke oplossing. Deze vertragende houding werd het CWG niet in dank afgenomen door de Belgen en Congolezen die bij de operatie waren betrokken.

### CIA-plannen: Operatie Low Beam
Met het daadwerkelijke vertrek naar Ascension werd ook duidelijk dat de operatie gevolgen zou kunnen hebben en dat er wellicht vervolgoperaties zouden moeten komen om gijzelaars elders voor executie te behoeden. Belgisch-Amerikaanse gesprekken leidden tot het opstellen van plannen voor nog drie operaties; in Bunia, Paulis en Watsa. Bij de Amerikanen had echter de redding van de Amerikaanse functionarissen de prioriteit en de CIA, die wist dat er in september al een plan was opgesteld om per boot de stad aan te vallen (operatie 'Golden Hawk'; door Adams) en bang was dat haar mensen in de stad in gevaar kwamen, haalde deze plannen weer uit de kast om met een eigen geheime missie deze Amerikanen te redden buiten Brussel om (de Belgen in Congo, werden er wel in gekend). Operatie 'Low Beam', een soortgelijke operatie als 'Golden Hawk', was er eveneens op gericht in de eerste plaats de Amerikaanse functionarissen te redden (en vervolgens zo veel mogelijk andere gevangenen te bevrijden) door de inzet van Amerikaanse grondtroepen via boten over de rivier tegelijkertijd met de aanval van l'Ommegang op de stad. De CWG (waarin de CIA ook vertegenwoordigd was) was er niet erg enthousiast over, maar verwachtte ook weinig heil van operatie Rode Draak en liet daarom toe dat de voorbereidingen ervoor doorgingen. Vandewalle ging akkoord mits de troepenmacht zich zelf kon bedruipen.

### Ascension
Alvorens de troepenmacht aankwam op Ascension werd op aandringen van de Amerikanen besloten de landingen niet op een golfbaan vlak bij het vliegveld van Stanleystad te laten plaatsvinden zoals vooraf gepland, maar direct op de landingsstrook zelf, zodat alle para's in een keer eruit konden. Ook ging Laurent akkoord met het leggen van de leiding voor het springen in handen van de Amerikanen (hij zou dit aanvankelijk begeleiden) omdat dit het protocol vormde binnen de Amerikaanse luchtmacht en wel omdat de kans op verwarring hierdoor kleiner zou zijn. De landing op Ascension, waarvoor de Amerikanen Britse toestemming hadden verkregen en waar zich een Amerikaanse basis van de NASA bevond, kwam onverwacht voor de Amerikaanse bevelhebber te plaatse, omdat de Amerikaanse leiding had afgesproken met de Britten om het eiland tijdelijk af te sluiten van communicatie met de buitenwereld, zodat geen informatie kon uitlekken. Eenmaal aangekomen op Ascension werd een provisorisch kamp opgezet en een communicatiepost om topgeheime informatie uit te kunnen wisselen met de Amerikaanse leiding. Het communicatieverkeer over de verbinding was echter tergend traag en al snel werd overgegaan op een open communicatieband via 'Twilight Net' van USAFE. Ondertussen maakte Laurent de gewijzigde plannen voor fase 2 bekend aan zijn troepen, waarvan een deel was voorgehouden dat het om een oefenmissie ging om de geheimhouding te bewaren. Laurent ging uit van twee deelfasen: In deelfase 1 zouden 340 man worden gedropt boven het vliegveld, waarop deze het vliegveld zouden vrijmaken van obstakels om de jeeps te kunnen laten landen 30 minuten later. Nog weer 30 minuten later zouden indien mogelijk de overige manschappen en de FN AS 24-driewielers worden afgezet. Deelfase 2 werd gevormd door de opmars naar Stanleystad in twee compagnieën, die de noordelijke en oostelijke uitgangen van de stad (de brug over de Tshopo en de uitvalroute naar Kamp Ketele) zouden moeten blokkeren, waarop de derde compagnie zou op moeten rukken naar het stadscentrum om de gevangenen daar te bevrijden. Het centrum van de stad lag echter 3 kilometer van het vliegveld en die afstand zou door de para's lopend moeten worden afgelegd, wat voor grote vertraging zou zorgen. De Tshopobrug lag op 5 kilometer en Kamp Ketele op 6 kilometer van het vliegveld. Deze doelen zouden volgens de plannen pas na 1 à 2 uur kunnen worden bereikt, zelfs zonder noemenswaardige tegenstand. Dit vormde een grote tekortkoming van het plan hetgeen eerder al was aangetekend door Adams (die meerdere landingsplaatsen had gewild) en gevaar inhield voor zowel de gijzelaars als de kleine groep para's die het vliegveld in handen moesten houden terwijl de overigen de stad doorzochten op gijzelaars. Laurent had door de politieke druk echter geen keuze; hij mocht zo min mogelijk slachtoffers maken onder de Congolese bevolking en mocht dus weinig vuurkracht gebruiken en hij mocht zijn dienstplichtigen niet blootstellen aan onnodig gevaar door ze kans te laten lopen onder de voet te worden gelopen door een Simba-aanval aan een andere zijde van de stad. Hoewel de operatie in de eerste plan humanitair was, was echter ook opgenomen dat de troepen wel klaar moesten staan om eventueel Gbenyes hoofdkwartier te veroveren en de leiders gevangen te nemen; een opdracht die waarschijnlijk werd gegeven door de voormalige Amerikaanse ambassadeur in Stanleystad John Clingerman en werd gesteund door Laurent en majoor Jean Mine van de para's omdat ze verwachtten dat daarmee de ruggengraat van de rebellen mogelijk kon worden gebroken en er zodoende mogelijk ook gedetailleerde informatie over de gijzelaars kon worden gevonden. Deze missie zou echter kostbare tijd kosten, die zo het moment van het bereiken van de gijzelaars zou kunnen doen vertragen en bovendien het humanitaire karakter van de missie veranderen naar een van interventie in de strijd.

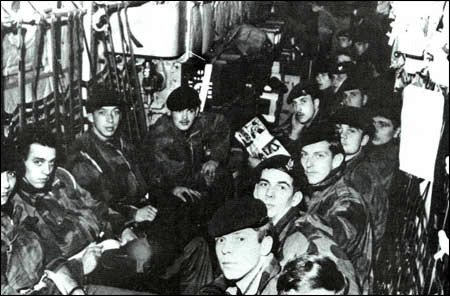
Belgische para's in een C-130 opgestegen van Kleine-Brogel naar Ascension

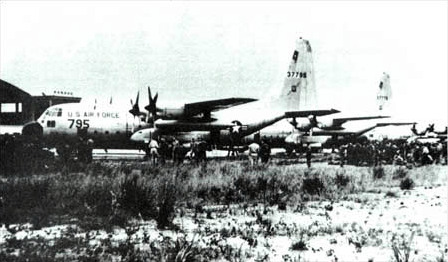
Amerikaanse vliegtuigen op Kamina vlak voor de start van de operatie

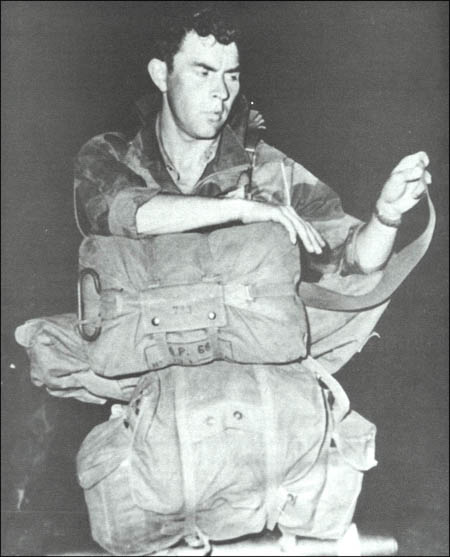
Een Belgische para maakt zich klaar om te landen bij Stanleystad

Op 19 november kwam Clingerman (vanuit Brussel naar Ascension) op basis van inlichtingenwerk met schattingen over het aantal gijzelaars (mogelijk ruim 1.000), 13 mogelijke locaties van de gevangenen en de locaties van de hoofdkwartieren en waarschuwde voor een zwarte Mercedes en een witte Rambler, waarin de Simbaleiding zich onder zware bewaking zou verplaatsen. Clingerman schatte het aantal rebellen op 10.000, waarvan mogelijk 2.000 goed gewapend waren en vermoedde dat ze de beschikking hadden over op het ANC buitgemaakte pantservoertuigen en dat ze mogelijk werden geadviseerd door Chinese informanten. Hij leverde verder een lijst van vijf personen uit de stad die te vertrouwen waren en waar verdere inlichtingen konden worden ingewonnen en gaf aan dat de Belgische gevangenen waarschijnlijk minder kans op geweld liepen dan de Amerikanen, die waarschijnlijk zo mogelijk zouden worden gedood. De Belgen hadden echter al hun eigen grondplannen opgesteld en namen de informatie deels ter kennisgeving aan. Clingerman wist na een aanvankelijke afwijzing vervolgens toestemming van zijn superieuren te krijgen om mee te vliegen naar Stanleystad om de acties van de Belgen en Amerikanen beter op elkaar aan te laten sluiten. De Amerikanen bleven echter bezorgd over de kleine schaal van de missie; was een groep van nog geen 600 man Belgische para's voldoende om een geschatte troepenmacht van 10.000 man rebellen te weerstaan? Laurent was echter zelfverzekerd vanuit de Belgische koloniale geschiedenis. Hij verklaarde na vertrek van Kleine-Brogel aan de Amerikaanse majoor James E. Poore (special operations officer voor de missie)
"You know, Major, with my regiment, I could be King of the Congo".
Weet U, majoor, met mijn regiment zou ik koning van Kongo kunnen zijn
Hij verwachtte dat de rebellen bij de aanblik van Belgische para's hun strijd zouden staken, zoals ook bij de Belgische interventie in 1960 het geval was geweest.
Toen bleek dat de CWG door bleef gaan met het zoeken van een diplomatieke oplossing met de rebellen, werd de Belgische minister Spaak boos: Hij dacht dat dit de rebellen alleen maar voordeel zou opleveren en dat ze ondertussen de gevangenen zouden kunnen verplaatsen. Om de CWG alle troeven uit handen te slaan maakte hij op 20 november de aanwezigheid van de Belgische para's op Ascension openlijk bekend. De troepen aldaar werden geïnformeerd over het feit dat ze overgebracht zouden worden naar Kamina in de aanloop naar de aanval. Op 21 november kwam het bevel om naar Kamina te vertrekken en op 22 november arriveerden de para's op de vliegbasis aldaar. Een dag eerder hadden de rebellen bekendgemaakt dat ze de gevangenen zouden 'opeten' als ze zouden worden aangevallen. Ondertussen brak er vlak voor de start van de landingen toch vertwijfeling uit onder de leiding; was de troepenmacht wel sterk genoeg en waren er wel voldoende voertuigen om de gevangenen te evacueren? De CWG wilde echter geen Amerikaanse grondtroepen inzetten en gaf ambassadeur MacArthur II opdracht om Spaak duidelijk te maken dat bij eventuele calamiteiten beter eerst een beroep kon worden gedaan op Britse en Franse troepen, daar die dichter bij het gebied troepen waren gestationeerd. MacArthur II deed dit echter niet en het bericht bereikte de Belgische leiding daarom niet.
Ondertussen waren onderhandelaars met de rebellen overeengekomen dat de geplande executie van de 'Amerikaanse spion' Carlson op 22 november was uitgesteld. Op 22 november overlegden de militaire leiders van operatie Rode Draak met Vandewalle over het plan. Die gaf twee opties voor uitvoering: ofwel op 23 november met opvolg'draken'operaties in Paulis en Bunia twee dagen later of op 24 november, de geplande datum van aankomst van zijn l'Ommegang in Stanleystad met de opvolgoperaties eveneens twee dagen later. Vandewalles voorkeur ging uit naar het tweede alternatief. Laurent ging hiermee akkoord, maar de Amerikaanse kolonel Isaacson die over JTF Leo ging, wilde de operatie meteen uitvoeren om ook de opvolgoperaties te kunnen versnellen. Isaacsons stem had aanvankelijk de doorslag en de troepen werden op 'high alert' geplaatst. Uiteindelijk ging men echter toch voor de 24e. Op deze wijze hoopte men op dezelfde dag als Vandewalle te arriveren, zodat de gijzelaars het minste gevaar zouden lopen.
Ondertussen was Vandewalle zijn opmars begonnen op 19 november en op 21 november sloten de CIA-mensen van 'Operation Low Beam' met 18 Cubaanse (bannelings)huurlingen zich aan bij zijn troepen. De rebellen deden op 21 november een mislukte poging om hun gevangenen naar het noorden te vervoeren en brachten ze daarop terug naar de stad. Op de avond van 23 november hoorden ze de rebellen zeggen tegen de mensen die hen bewaakten dat zodra duidelijk was dat er para's in Stanleystad waren, ze onmiddellijk de gevangenen moesten doodschieten. De para's waren ondertussen al enigszins vermoeid geraakt doordat ze de hele tijd stand-by moesten staan in de vliegtuigen voor het geval de operatie eerder zou beginnen. Pas toen duidelijk werd dat de operatie niet op de 23e zou beginnen, mochten ze het vliegtuig weer uit. Nadat de laatste spionagebeelden van het vliegveld van 'Running Bear', waarop te zien was dat het vliegveld met olievaten was afgezet en waaruit bleek dat een aantal gevangenen was verplaatst naar het eiland Basoko ten noorden van Banalia en bleek dat l'Ommegang zonder verwachting op veel weerstand kon oprukken, ontvangen waren, kreeg operatie Rode Draak het groene licht van Adams.

### Fase 1: Landingen
Vandewalles troepen rukten snel op naar de stad in colonne. Zijn plan om de stad te veroveren stond los van Operatie Rode Draak, maar werd er wel mee afgestemd in de tijd en door het niet gebruiken van luchtsteun, om de operatie niet in de weg te staan. Na in de nacht driemaal op een hinderlaag te zijn gestuit, waarbij verschillende van zijn mannen en een Zuid-Afrikaanse correspondent omkwamen, besloot hij de opmars te stoppen tot de vroege morgen om niet het risico te lopen dat een van de extra brandstoftanks van zijn voertuigen zou worden geraakt, wat een ramp tot gevolg zou kunnen hebben. Toen hij om half 6 weer optrok was Operatie Rode Draak al in volle gang.

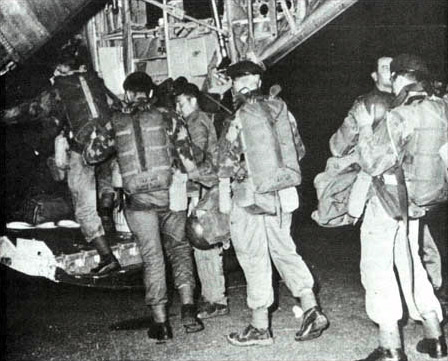
Belgische para's stappen op Kamina in een C130-E die hen naar Stanleystad zal vliegen

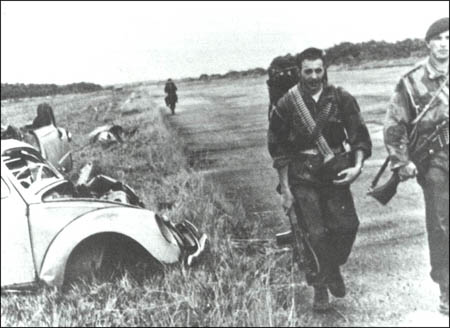
Belgische para's op het vliegveld vlak na de landingen. Links is een verwijderd autowrak zichtbaar.

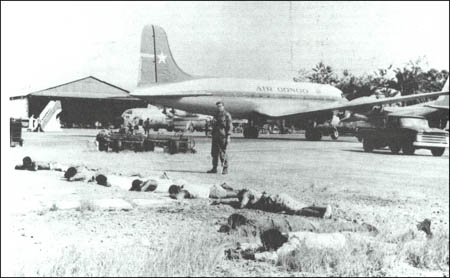
Gevangengenomen Simba's liggen op de grond nadat de para's de verkeerstoren hebben veroverd

Operatie Rode Draak werd voorafgegaan door een verkenningsvlucht om de weersomstandigheden te peilen in de buurt van de stad (buiten de 25-mijlszone). Toen deze duidelijk waren, werd de operatie ingezet. De verkenningsvlucht had een aantal onweerswolken gezien, waarmee rekening moest worden gehouden. In tijdsintervallen van 10 minuten stegen de geplande eerste vijf C130E-transportvliegtuigen vervolgens op 24 november op vanaf Kamina te beginnen om 00:46. De vliegtuigen vlogen 50 mijl westelijker als de geplande koers om zo uit te kunnen wijken voor het onweer. Hiermee was echter al rekening gehouden door eerder te vertrekken. Vanuit Kamina vlogen de toestellen naar Basoko, waar ze gezelschap kregen van twee door Cubanen bestuurde A-26-aanvalsvliegtuigen (ook wel B-26 genoemd), iets wat door Adams was bedwongen om de operatie meer kans te geven te doen slagen. De Cubaanse piloten vlogen daarop voor de 5 C130E's uit en voerden een scheervlucht uit boven het vliegveld van Stanleystad om het luchtafweergeschut te testen. De A-26's vlogen echter te snel en te hoog en werden daardoor niet beschoten door de Simba's. 60 seconden later arriveerden de C10E's ter plekke en begonnen de landingen om 6:00. Weer 60 seconden later stonden alle para's van het eerste lichting op het vliegveld. De C130E's werden wel beschoten en 4 vliegtuigen werden geraakt door licht afweergeschut. Een vooraf verwacht kanon van 20 mm bleek echter afwezig. Een tweede lichting volgde en de C130E's vertrokken vervolgens naar Leopoldstad, terwijl een toestel in de lucht boven Stanleystad bleef om de operatie vanuit de lucht te volgen. Van de gelande 340 para's bleken acht gewond geraakt, waarvan drie in zoverre dat ze niet verder konden deelnemen. De overige mannen waren bijna allemaal op de geplande locatie geland en maakten zich klaar om het vliegveld klaar te maken voor verdere landingen. Eerst werden door de para's ongeveer 400 olievaten gevuld met water weggerold en 10 autowrakken (zonder wielen) weggedragen, terwijl ze onder vijandelijk vuur lagen. Van de 200 man rebellen op en rond het vliegveld vluchten velen en er bleven slechts enkele tientallen achter om op opmerkelijk hardnekkige maar ineffectieve wijze de para's te pogen zo lang mogelijk op te houden met geweervuur. Het was tevergeefs: Terwijl de anderen de baan nog bezig waren vrij te maken, werden hun posities al snel vernietigd door de overige troepen. Bij het veroveren van de verkeerstoren werden twee gevangenen gemaakt, die de positie van de eerste groep gevangenen verraden; in het nabijgelegen "Hôtel Victoria". Een mitrailleursnest dat de landingsstrook daarvoor beschoot werd vervolgens aangevallen, maar de rebellen bleken het machinegeweer reeds te hebben meegenomen op hun vlucht.

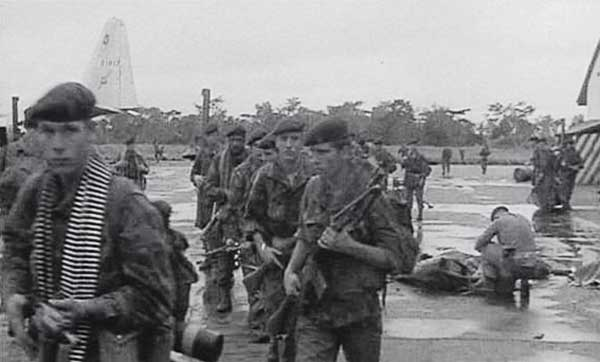
Belgische para's op het vliegveld van Stanleystad maken zich klaar voor de strijd

Tegen half zeven was de oostzijde van het vliegveld in Belgische handen. Aan westzijde van de landingsstrook werd een gevluchte Nederlandse missionaris aangetroffen die de Belgen vertelde, dat de gevangenen in "Hôtel Victoria" en in het katholieke centrum Procure langs de Kongostroom werden vastgehouden. Tegen 6:40 was ook de westzijde van de landingsstrook onder controle. Ondertussen waren andere troepen (13e compagnie onder luitenant André Patte) op zoek gegaan naar de leiding van de rebellen in de hoop Gbenye gevangen te kunnen nemen. Bij gebrek aan goede kaarten en gehinderd door dichte vegetatie misten ze echter hun doel, waarop ze na 25 minuten en een tip van een Congolees over de juiste positie terugkeerden naar het vliegveld. De para's hadden een wegblokkade opgezet, waar ze drie voertuigen van de Simba's in de val wisten te lokken. De auto's weigerden te stoppen en twee werden daarop verwoest. In de derde troffen ze de Jamaicaans-Britse journalist Hugh Scotland aan, die daarop gevangen werd genomen. In de auto werden ook persoonlijke documenten van Gbenye gevonden, die zelf – naar later bleek – bij de lokale bevolking sliep om snelle gevangenname te voorkomen.
Om 6:35 belde er een anonieme Franssprekende man naar het vliegveld en berichtte dat de gevangenen in "Hôtel Victoria" en "Hôtel des Chutes" gevaar liepen om onmiddellijk te worden afgeslacht. Vijf minuten later bevestigde de Nederlandse missionaris dit bericht, waarmee de Belgische para's nu een duidelijk doel kregen. De Belgische majoor Jean Mine gaf opdracht aan de 11e en 13e compagnieën om zich onmiddellijk klaar te maken om op te trekken naar de gevangenen; de 11e naar "Hôtel Victoria" en de 13e naar "Hôtel des Chutes" en verder naar Kamp Ketele.

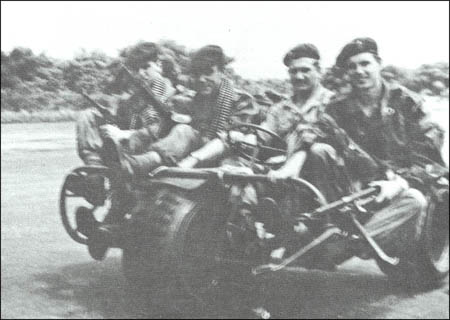
Belgische para's op FN AS 24-driewielers bij het vliegveld van Stanleystad

Om 6:50 werd het vliegveld vrijgegeven en konden de overige vliegtuigen landden. Ondertussen was echter bij een van de vliegtuigen echter al wat misgegaan; minder dan 5 minuten na opstijgen was per ongeluk een opblaasbare reddingsboot in de windstroom terechtgekomen en had daarbij een aantal controlepanelen en de radioantenne vernield en -erger- een scheur van bijna een meter in de vliegtuigromp veroorzaakt, waarop het vliegtuig begon te schokken en piloot "Mac" Secord kon het met moeite stabiliseren. Daarop keerde het vliegtuig terug en Secord wist het veilig te laten landen in Kamina (waarvoor hij later een Distinguished Flying Cross kreeg), waar hij onmiddellijk overstapte in de reserve-C-130 om binnen een uur weer terug te zijn boven Stanleystad. Dit betekende echter wel dat een deel van de terreinwagens niet op tijd in Stanleystad aankwam om direct te kunnen worden ingezet voor de aanval vanuit het vliegveld op de doelen in de stad. De overige vier C130-vliegtuigen landden wel op tijd, maar werden daarbij (zonder veel succes – de Simba's waren niet geoefend hierin) beschoten vanuit een drietal mitrailleursnesten rond het vliegveld, die de para's vervolgens snel onschadelijk maakten, voor zover ze deze konden vinden.

### Fase 2: Operaties in de stad
De para's zetten zich daarop vanaf 7:15 in beweging naar de stad, achter de eerder vertrokken 11e en 13e compagnie aan. Ze werden begeleid door een aantal FN AS 24-driewielers, maar hun opmars werd vertraagd door sporadisch slecht gericht geweervuur van her en der langs de weg verscholen Simba's. Rond 7:40 werden de buitenwijken van Stanleystad bereikt door de 11e compagnie. Zij zochten de door de leiding aangewezen Belg Gerlache, die hen van informatie zou kunnen voorzien, maar deze bleek de avond ervoor zo te zijn in elkaar geslagen door de Simba's, dat hij niet in staat was te spreken. Hierna spoedden de para's zich naar "Hôtel Victoria", maar ze bleken 5 minuten te laat te zijn.

#### Bloedbad op de Avenue Sergeant Ketele

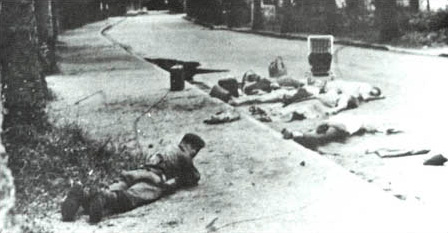
Geënsceneerde foto van Belgische para met vermoorde gijzelaars

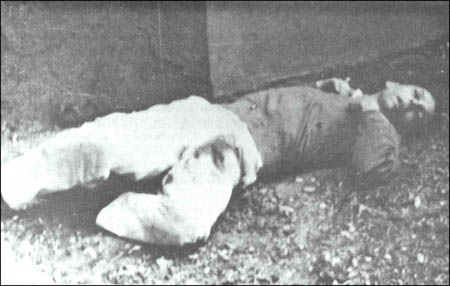
Het lichaam van de vermoorde Carlson

De ruim 300 gevangenen in "Hôtel Victoria" waren om 6:00 gewekt door het lawaai van de vliegtuigen en werden om 7:00 naar buiten gesleept door de Simba's, die aankondigden alle gevangenen lopend naar het vliegveld te willen brengen om ze te vrijwaren van verwachte luchtaanvallen. Enkelen van hen wisten dat rond 6:30 de Simbaleiding opdracht had gegeven om alle buitenlanders dood te schieten en barricadeerden zich in hun kamers en/of verstopten zich. De meesten liepen echter gedwee mee naar buiten, waarop ongeveer 260 gevangenen meeliepen in de richting van het vliegveld. Op twee straatblokken van het hotel, op de hoek van de avenue Sergeant Ketele, werden de Simba's echter gealarmeerd door een truck met Simba's dat er para's waren geland op het vliegveld. Onmiddellijk werd de gevangenen bevel gegeven te gaan zitten. Er was vervolgens 2 tot 3 minuten van verwarring tot rond 7:40 zwaar geweervuur nabij werd gehoord, waarop een van de Simba's (de leiding of een ander persoon) besloot dat dit het moment was en op de gevangenen begon te schieten, daarbij gevolgd door de anderen. De meeste gevangenen wisten te ontsnappen, maar toch lagen er na aankomst van de para's rond 7:45 18 doden, waaronder Carlson, die was neergeschoten toen hij over een muur probeerde te klimmen. Ook waren er 40 zwaar verwonden. De rebellen hadden geen onderscheid gemaakt en zowel mannen, vrouwen als kinderen doodgeschoten. De dokter en reservemedicus van de 11e compagnie, al snel gevolgd door een Belgische dokter en een Franse vrijwilliger, hielpen waar ze konden, maar konden weinig doen voor alle 40 gewonden tegelijk. Er werd een medische post opgezet en er werden medische voorraden aangesleept om toch zo snel mogelijk te kunnen handelen. De overige gevangenen, waarvan de meesten in shock verkeerden, werden na te zijn herverzameld door de para's naar een nabijgelegen gebouw gebracht uit het zicht van de rebellen. Vervolgens werden ze in een groep veelal lopend naar het vliegveld geëscorteerd. Alleen degenen die te zwaar waren verwond, werden in (geconfisqueerde) voertuigen naar het vliegveld gebracht.

#### Verdere zoekoperaties

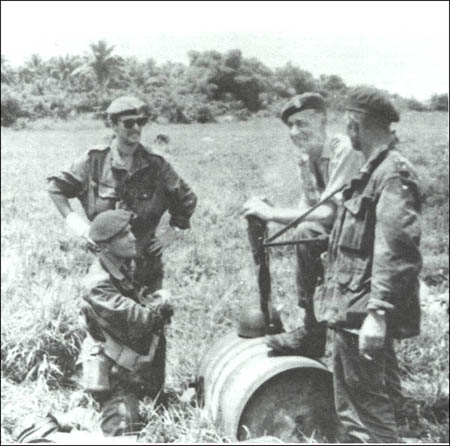
Majoor Mine (links) overlegt met luitenant Le Grelle op het vliegveld

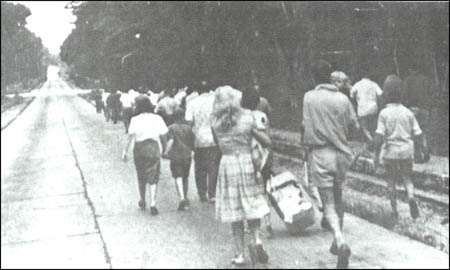
Vluchtelingen op weg naar het vliegveld

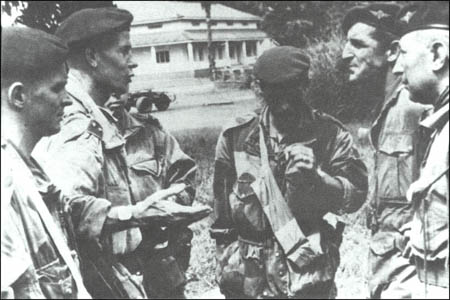
Luitenant Peirelinck van de 11e compagnie rapporteert de situatie aan Laurent

Mine zag in dat haast diende te worden gemaakt met de operatie, wilden ze verdere slachtingen voorkomen. Hij dirigeerde de 11e compagnie verder naar het centrum en de 13e langs de rivier de Kongo. De 12e compagnie, die aanvankelijk de noordelijke rand van de stad moest bewaken, werd door hem naar de gevangenenverzamelplaats gestuurd om de ex-gijzelaars te beschermen. Ongeveer een half uur na de slachting op de avenue Sergeant Ketele reed Laurent zelf per FN AS 24 naar deze plek en beval dat een peloton van het 12e naar de weg naar het vliegveld diende te worden gestuurd, daar deze onder steeds heviger rebellenvuur kwam te liggen.
De Amerikaanse viceconsul en CIA-agent David Grinwis (1930-2017), een van de zes Amerikaanse gijzelaars, wilde na zijn bevrijding dat de Belgische para's optrokken naar Radio Stanleystad om deze te bezetten en alle buitenlanders over de radio op te roepen om onmiddellijk naar het centrum te komen. De Belgische leiding ging hier echter niet mee akkoord, wat echter tot gevolg had dat de Belgische para's nu zelf op zoek moesten naar hen.
11e compagnie
De 11e compagnie werd in haar zoektocht door het centrum van de stad opgesplitst in drie pelotons, die elk hun eigen weg gingen. Een peloton onder leiding van luitenant Gustaaf Mertens bereikte daarbij, na een truck vol Simba's te hebben uitgeschakeld (de para's waren niet bepaald terughoudend nadat ze de aangerichte moordpartij hadden gezien), "Hôtel Victoria", waar nog een dode en een gewonde Europeaan werden aangetroffen en de ongeveer 50 gevangen die zich eerder hadden verstopt. Zij werden naar de commandopost van het bataljon geëscorteerd, waarop Mertens verderging met zijn zoektocht. Daarbij werd van huis tot huis in het Vlaams en Frans geroepen dat de bewoners naar buiten moesten komen om te worden geëvacueerd. Veel mensen durfden dit echter niet en verschillende malen moest de deur worden geforceerd om eventuele evacués naar buiten te bewegen. Bij een van deze huiszoekingen werd een para beschoten door een andere para en moest gewond worden afgevoerd naar het vliegveld door Mertens, alvorens het peloton verderging. Bij de hervatting stuitten de para's op een voormalige gevangene die hen wees op de aanwezigheid van meer gevangenen nabij de markt. Mertens berichtte dit aan de bataljonspost, omdat dit buiten zijn zoekgebied viel en rukte op naar de stadsgevangenis, waar hij echter geen gevangenen aantrof. Daarmee was zijn zoekgebied uitgekamd en zijn para's nestelden zich daarop rond het Place du Canon, waar ze een blokkade opwierpen tot 15:30.
Het tweede peloton onder luitenant Hardy rukte vanuit de Avenue Sergeant Ketele op naar het noorden om respectievelijk een fabriek, brouwerij en school (École des Soeurs Franciscaines) uit te kammen. Hij wist aldaar ongeveer 150 mensen te redden, die hij naar de bataljonpost dirigeerde, om rond 8:15 zijn doelen te hebben bereikt. Het derde peloton onder luitenant Wittemans had als doel om respectievelijk het radiostation, de Place Leopold II en Place de la Victoria te doorzoeken op te evacueren mensen. Zij bracht ook een aantal gevangenen naar de bataljonspost. Rond 13:00 was de stad uitgekamd door de 11e compagnie en richtten ook de andere pelotons blokkadeposten in, waar ze tot 15:30 verbleven.
12e compagnie
De 12e compagnie onder kapitein Luc Raes werd naar de Belgische kwartieren Belge I en Camp Prince Leopoldville II van het noordwestelijk deel van de Europese wijk van Stanleystad gestuurd om de wegen naar het vliegveld en het centrum van de stad te vrijwaren van infiltratie door Simbatroepen. Raes splitste zijn compagnie op in twee pelotons die langs twee routes naar het doel trokken. Tweemaal stuitten troepen van de compagnie op weerstand; beide keren bij een stadion. Hierbij viel een gewonde onder de para's. Nadat ze hun doelen hadden bereikt, kregen ze opdracht om op hun positie te blijven om verdere gewonden te voorkomen. Raes hield zijn troepen daar vervolgens tot 16:00.
13e compagnie
De 13e compagnie onder leiding van Patte was de 11e compagnie gevolgd naar de stad en, nadat de pantserwagens van Luc Goris die bij de tweede landing waren afgezet, zich bij hem hadden gevoegd, richtte zij zich op het bewaken van de zuidelijke flank van de stad en het redden van gijzelaars. Patte, in gezelschap van de Nederlandse missionaris, rukte eerst op naar de Mission du Sacré Coeur, waar 50 nonnen en missionarissen werden gered en onder escorte naar het vliegveld werden gestuurd. Daarna werd de compagnie opgeroepen om naar het Hôtel des Chutes te gaan, waar nog drie gijzelaars werden opgepikt en een grote hoeveelheid munitie en wapens werden buitgemaakt. Bij het verlaten van het hotel ontstond een kort vuurgevecht met een Simbavrachtwagen, waarbij een Simba werd gedood en een aantal anderen werden verwond. Een rond 8:10 op de commando's afgeschoten raket miste doel. Patte rukte vanaf het hotel op naar Camp Ketele, waar hij aankwam rond 8:00. Het reeds verlaten kamp werd snel ingenomen, waarmee de oostelijke ingang naar de stad was afgesloten. Aan oostzijde, noordzijde en noordwestzijde van het kamp werden een wegblokkades opgericht of pelotons opgesteld. Het eerste peloton van de 13e compagnie werd uitgestuurd om de oost-westverbinding ten zuiden van het kamp uit te kammen, hetgeen voltooid was rond 10:30. Al snel werden de noordelijke posities van het kamp aangevallen door Simba's uit een nabijgelegen dorp die door de dichte struiken de para's tot vlakbij konden naderen om dan met alles wat ze hadden (handwapens, pijlen en speren) hen aan te vallen. Hierbij viel een gewonde onder de para's, waarop deze de Simba's bestreden met handgranaten, die bij het eerste signaal van een aanval werden gegooid naar de struiken. De aanvallen vielen dan stil voor gemiddeld ongeveer een kwartier, waarna nieuwe pogingen werden ondernomen door de Simba's, die opnieuw werden afgeslagen.
Nadat de troepen van Vandewalle het kamp bezet hadden (zie volgende subparagraaf), had de 13e compagnie haar handen vrij voor andere zaken en werden ze uitgestuurd om gijzelaars te redden die zich in de buurt van de stadsmarkt bevonden. Patte had echter moeite om zijn troepen hiervoor te verzamelen, daar het radiocontact deels was uitgevallen en Congolese troepen van het ANC gevaarlijk in het rond schoten op alles in het kamp. Patte stuurde daarop een patrouille door het kamp met de oproep tot verzameling en rond 14:00 rukten zijn troepen op naar de markt. Ze ontmoetten weinig verzet. Eenmaal aangekomen bleken de Simba's te zijn vertrokken na een Belgische winkeleigenaar te hebben doodgeschoten. Rond de markt werden 40 vluchtelingen aangetroffen, die naar het vliegveld werden gestuurd. Rond 15:00 riep Laurent het 13e terug en tegen 17:00 waren ze allemaal weer terug op het vliegveld.

#### Lima I en II
Om 9:00 kreeg Patte contact met de troepen van Vandewalle, die meldde dat zijn troepen de stad naderden. Rond 11:00 naderden zijn troepen Camp Ketele en kregen de para's zodoende de nodige versterking. Lima I, de stoottroepen van l'Ommegang onder leiding van luitenant-kolonel Albert Liegeois, trokken daarop naar het centrum van de stad en bezette belangrijke kruispunten, terwijl Lima II, de overige troepen onder leiding van luitenant-kolonel Lamouline, Camp Ketele bezette. Hierdoor waren nu alle toegangswegen naar de stad afgesloten. Vandewalles mobielere troepen trokken vervolgens na overleg tussen Vandewalle en Laurent het deel van de stad ten oosten van het Canal de la Kitenge binnen om er in de afgelegen gebieden te zoeken naar gijzelaars. Laurent trok rond 17:00 zijn para's terug naar het westen van het kanaal; hij vreesde represailles door de huurlingen en Congolese troepen tegen de Simba's en wilde niet dat zijn troepen ermee in verband werden gebracht.
Een aantal Cubaanse huurlingen trokken na overleg op het vliegveld rond 11:30 naar de zogenoemde Kilometer 8-missie in het noordoosten van de stad, waar zich volgens een Amerikaanse missionaris een 25-tal gijzelaars bevonden die in groot gevaar waren. De Belgen hadden niet de mankracht en het vervoer om erheen te gaan en de troepen van Vandewalle onder leiding van CIA-agent William "Rip" Robertson wilden het daarop wel doen. Eenmaal aangekomen bij de missie bleek dat de rebellen reeds in de morgen twee missionarissen en twee jongens hadden neergeschoten, waarvan een missionaris het niet had overleefd. Het lijk werd achtergelaten en de rest werd zo snel mogelijk in de voertuigen gepropt en naar het vliegveld gestuurd. Een andere groep huurlingen onder leiding van de Amerikaanse luitenant-kolonel Donald V. Rattan zou Robertson helpen, maar had moeite om vervoer te bemachtigen; na een vuurgevecht weigerde een Congolese vrachtwagenchauffeur hen verder te vervoeren, waarop ze terugkeerden naar de stad. In de stad wisten ze een jeep te bemachtigen, maar bij aankomst bleken de gijzelaars al te zijn weggevoerd door Robertson. Op de terugweg werden Rattans troepen door eigen ANC-troepen en huurlingen onder vuur genomen, maar ze misten doel en zijn troepen wisten het vliegveld veilig te bereiken.

### Fase 3: Situatie op het vliegveld en evacuaties

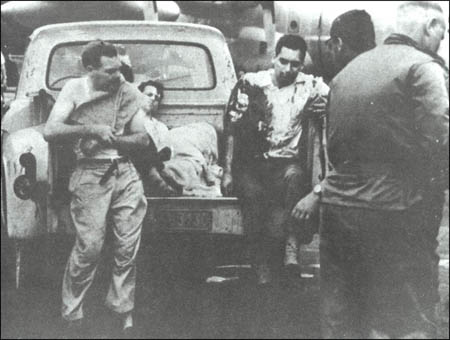
De eerste overlevenden van het bloedbad op de Avenue Sergeant Ketele komen aan op het vliegveld van Stanleystad

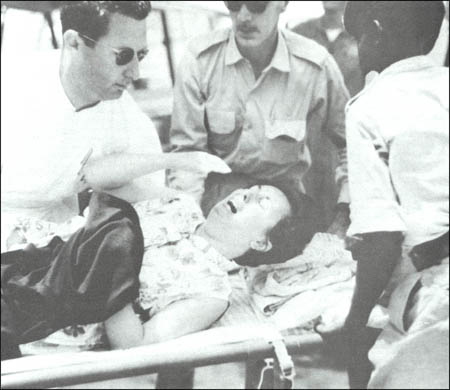
Een Belgische vrouw in shock wordt overgebracht naar een C130-vliegtuig voor evacuatie

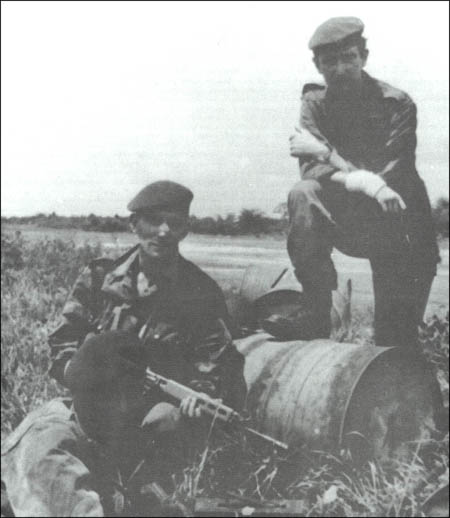
Belgische para's verdedigen het vliegveld

Op het vliegveld was na het vertrek van de para's de boven het vliegveld rondcirkelende C130 met Gradwell aan boord geraakt door Simbageweervuur nadat het te laag was gaan vliegen. Het keerde daarop terug naar Leopoldstad, twee C130's op het vliegveld achterlatend. Om 8:30 kwamen de eerste evacués aan op het vliegveld, die onder bescherming van militairen vanuit de stad waren komen lopen of met trucks waren geëvacueerd. Sommige gewonden waren er slecht aan toe en de weinige dokters hadden er hun handen vol aan. De vloer van de C130 waar ze in werden geplaatst was al snel besmeurd met bloed. Van de gewonden stierven later twee gedurende de 2,5 uur durende vlucht naar Leopoldstad en één in het ziekenhuis. Met het vertrek van beide vliegtuigen was echter ook het grootste deel van het medisch personeel weg, alsook een hoeveelheid medische hulpgoederen, die niet waren uitgeladen. In de middag bezetten de para's een ziekenhuis nabij het vliegveld om er een gewonde para te kunnen opereren.
De Simba's hergroepeerden zich en wisten ongezien met ongeveer 150 man van westzijde en 180 man van noordzijde op te rukken naar het vliegveld. Tot 8:15 hielden ze zich stil, maar toen de beide toestellen opstegen openden ze (zonder succes) het vuur op de vliegtuigen. De rebellen werden teruggedreven, maar even later werd het vliegveld ook van oostzijde zijde beschoten. De para's joegen hen terug en stelden zich op langs de oostzijde van het vliegveld om nieuwe aanvallen beter op te kunnen vangen. De Simba's bleven echter aanvallen en opperbevelhebber Laurent had te weinig troepen om het vliegveld van alle zijden continu te kunnen beschermen, zodat het evacueren van de vluchtelingen steeds moeilijker werd. De vluchten werden na de aanval een halfuur stilgelegd, maar de vluchtelingen bleven toestromen.
Rond 12:25 stuurde Laurent een bericht naar de Belgische ambassade met het verzoek om de inzet van alle C-130-vliegtuigen en ten minste twee DC-6 vliegtuigen, maar het liefst zo veel mogelijk. Al snel arriveerden de toestellen en werden zo veel mogelijk gijzelaars in de vliegtuigen gepropt, tot 120 per toestel. Toen de operatie was beëindigd op 24 november hadden de vliegtuigen 800 gijzelaars geëvacueerd. Onder deze vliegtuigen vervoerden ook toestellen van Air Congo, Sabena Airlines, de Belgische Luchtmacht, het Verenigd Koninkrijk, Frankrijk, Italië en het Rode Kruis gijzelaars van Stanleystad naar Leopoldstad.
De aanvallen van de rebellen op het vliegveld waren aanvankelijk slecht georganiseerd, maar rond 15:30 bleken de naar verwachting ongeveer 100 rebellen in het bos ten westen van het vliegveld zich spiritueel voor te bereiden op een massale aanval. Om 17:45, toen de laatste C130 kwam invliegen, gingen ze over tot massale beschietingen. De C130 brak zijn landing af en de evacuatie werd stopgezet. Waar de rebellen zich eerder terugtrokken op het moment dat de para's terug schoten, kwamen er nu ongeveer 150 Simba's onder leiding van een medicijnman het bos uitzetten. De aanvallers waren onder invloed van drugs en dansten en zongen terwijl ze met hun wapens zwaaiden. De Belgische para's, verrast door deze vreemd overkomende voorstelling, stopten kort met vuren. Daarop volgden echter mortiervuur, waarbij een para gewond raakte. De para's openden daarop het vuur, terwijl luitenant Le Grelle, die belast was met de verdediging van de westflank, om onmiddellijke bijstand vroeg. De 13e compagnie was net aangekomen op het vliegveld en werd meteen op het gevecht afgestuurd. Met een omtrekkende beweging en met drie gepantserde jeeps werd de aanval ingezet, die stokte toen de medicijnman was doodgeschoten. Het mortiervuur ging echter door, maar na een opgeroepen luchtaanval door twee Amerikaanse T-6-toestellen (van l'Ommegang, bestuurd door Cubaanse piloten), zweeg het vuur en was de aanval afgeslagen. Rond 18:15 waren er genoeg para's op en rond het vliegveld voor een continue verdedigingslinie, waarbij de 13e compagnie de westzijde afdekte, de 11e het noorden, de 12e het oosten en het ziekenhuis en de rest van de troepen samen met een aantal uit Kamina overgevlogen Katangezen het zuiden. De Belgische majoor Georges Ledant liet twee groepen para's patrouilleren rond het vliegveld om infiltratie te voorkomen.

### Opmars van Vanderwalle gestaakt
Rond 17:00 hield Vanderwalle de hele stad in handen, al vonden nog wel gevechten plaats op een aantal plekken. Vanderwalle had verwacht dat Laurents para's ook de verantwoordelijkheid droegen voor het regelen van een pont of een ander middel om de brede rivier de Kongo over te steken, maar Laurent verklaarde later dat dit niet tot zijn taken behoorde. Er was zodoende geen verbinding over de rivier en Vanderwalles troepen bleven mede daarom tot 27 november aan noordzijde van de rivier. Dit had grote consequenties voor de gijzelaars aan zuidzijde van de rivier, waar de Simba's nog de macht in handen hadden.

## Operatie Zwarte Draak

### Besluitvorming voorafgaand aan de operatie
Tussen 18 en 20 november werd op een tweede planningsconferentie in Brussel besloten dat het uitvoeren van Operatie Rode Draak wellicht impliceerde dat er een opvolgoperatie moest komen in de vorm van reddingsoperaties in andere steden die in handen waren van de Simba's. Dit leidde tot plannen voor nog drie operaties; achtereenvolgens (op basis van prioriteit) Operatie Witte Draak in Bunia, Operatie Groene Draak in Watsa en Operatie Zwarte Draak in Paulis. Het militaire gezag begon daarop met de voorbereiding daarvan om goed voorbereid aan de slag te kunnen, mocht het opperbevel besluiten tot actie over te gaan. Daarbij werd ingespeeld op verwachte ontwikkelingen, waaronder het gevaar voor vergeldingsacties tegen gijzelaars. Omdat het besluitvormingsproces over Operatie Rode Draak al een hoop gezeur had opgeleverd, werd reeds tijdens de uitvoering daarvan overgegaan tot het komen tot een besluit over andere operaties. Tijdens de operatie volgden nieuws en vals nieuws over gewonden en doden elkaar op. Tegelijkertijd kwam het nieuws binnen dat Aketi was ingenomen op de rebellen, waarbij 100 niet-Congolezen ongedeerd waren bevrijd. De planners waren daarbij huiverig voor nieuwe operaties omdat de derdewereldlanden internationaal nogal vijandelijk op de operatie hadden gereageerd. Ambassadeur gooide de knuppel in het hoenderhok door op 24 november aan te sturen op het gelijktijdig uitvoeren van Operatie Witte en Zwarte Draak, een dag na terugkeer van de para's op Kamina met het argument dat de Belgen en Amerikanen 'unaniem' de gedachte hadden dat alle niet-Congolezen in Simbagebied nu in groot gevaar waren. Zijn reactie uit het 'veld' leidde ertoe dat de uitvoering van de operaties zowel in Washington als Brussel bijeen kwamen. Aan beide zijden heerste echter twijfel over het uitvoeren van nog meer operaties; bij de Amerikanen gezien de internationale druk en bij de Belgen vanwege de angst om als 'neokoloniale macht' opnieuw in een Congolees conflict te worden betrokken. Minister Spaak was bovendien bang voor verlies voor zijn politieke partij daar het Belgische parlement niet van tevoren was ingelicht over de operatie. Beide zijden lieten daarop eerst een rapport opstellen over Operatie Rode Draak om zo een beter oordeel te kunnen vellen.
Op het veld zelf was met de bevrijding van de gijzelaars uit Aketi duidelijk geworden dat enkele honderden gijzelaars in Paulis in handen waren van een stel gewetenloze personen, wat deze operatie prioriteit gaf boven de andere beide geplande opvolgoperaties. Hierin werden ze gesteund door generaal Mobutu, die de Belgen opzocht op de 24e. Laurent gaf 's avonds na overleg majoor Mine opdracht om de operaties op papier uit te werken voor een conferentie in de vroege morgen van de 25e november. De para's verbleven ondertussen op het vliegveld, waar nog 200 vluchtelingen wachtten op evacuatie. Om de para's beter te kunnen voorbereiden op mogelijke opvolgmissies werd de verdedigingslinie ingekrompen, zodat twee derde van zijn mannen zich enige rust kon gunnen. De Simba's bleven echter sporadisch aanvallen, zodat de hele nacht geweervuur was te horen en geen van de para's veel rust kreeg, zodat de meesten van hen erna niet erg fit waren (voor de meesten was het de derde nacht zonder slaap) voor spoedige opvolgoperaties. De dag erop werd besloten om niet – zoals bij de tweede planningsconferentie in Brussel was bedacht – Bunia en Paulis elk met een compagnie aan te vallen, maar Bunia en Watsa een aantal dagen uit te stellen om de para's meer rust te gunnen. Dit omdat ze erg moe waren (er was die nacht ook een gesneuveld) en omdat er te weinig parachutes waren voor twee landingen. De operatie in Paulis werd gepland op de volgende morgen. Afgesproken werd dat de 11e en 13e compagnie zouden worden gedropt uit twee C130-toestellen, gevolgd door 3 C130's met 4 gepantserde jeeps, 4 radiojeeps en 7 AS-24's. De dag erop zouden vluchtelingen en para's dan weer worden opgehaald met twaalf C-130's. Dit werd door Godley overgebracht aan Brussel en Washington, die alleen de beginregel van zijn bericht als kern namen:
"Laurent wants limit next phase to DRAGON NOIR".
Laurent wil volgende fase beperken tot ZWARTE DRAAK
President Johnson greep dit aan om aan te geven dat hij nog maximaal één operatie wilde toestaan, om te voorkomen dat zijn land mogelijk in een Congolese burgeroorlog zou worden getrokken. Aan Belgische zijde had minister Spaak zelfs grote twijfels over ook maar enige opvolgoperatie, maar premier Théo Lefèvre en diplomaat Étienne Davignon haalden hem over tot nog een laatste operatie. Dit werd aan het einde van de 25e overgebracht naar Laurent: Er kwam nog een operatie, maar daar moest het echt bij blijven.

### Voorbereidingen

#### Situatie ter plekke
Paulis was de hoofdstad van de kortstondige (1962-1966) noordoostelijke Congolese provincie Uele en ligt op ongeveer 450 kilometer ten noordoosten van Stanleystad. Paulis lag aan een smalspoorlijn en bezat een luchthaven. Het vliegveld, dat in tegenstelling tot dat bij Stanleystad vlak naast de stad lag, bleek bruikbaar (gevreesd was eerder dat het door regen onbegaanbaar zou zijn), maar was dan ook de enige plek voor een landing, want de stad werd omringd door dichte bossen. De stad bezat een belangrijk verkeerskruispunt, een Europese wijk ten zuidwesten ervan, een aantal hotels en andere bedrijven verspreid door de stad en een militair kamp ten noordwesten van de stad, aan de weg naar Poko.
De Simba's hadden in Paulis na de verovering een groot bloedbad aangericht onder de bevolking, waarbij naar schatting 2.000 tot 4.000 Congolezen waren vermoord. Geschat werd dat er ongeveer 300 buitenlanders in de stad waren. Zij waren grotendeels met rust gelaten, maar vanwege et bloedbad in Stanleystad en omdat Radio Stanleystad het nieuws over de landingen naar buiten had gebracht, werd in het geval van een landing ook voor hun veiligheid ernstig gevreesd. Hoewel een rapport stelde dat de volgende landing in Bunia zou zijn, ging het opperbevel van de paracommando's ervan uit dat ook de rebellen in Paulis voorbereid hadden en ook daar het bevel tot doodschieten van de gevangenen zouden geven.

#### Bevelstructuur
In tegenstelling tot Stanleystad werd besloten om de leiding over de operatie nu volledig in handen van de Belgische para's te geven. Er zou ook geen hulp komen in de vorm van l'Ommegang, waarvan de groep onder Vanderwalle nog druk doende was om de situatie rond Stanleystad te normaliseren en waarvan de huurlingentroepen van 'Ops Nord' onder leiding van majoor Pierre Lemercier nog bezig waren bij Aketi en niet voor het einde van de operatie de stad zouden bereiken. Laurent en Mine en hun para's zouden het alleen moeten doen.

#### Plannen en moeilijkheden
De Belgische en Amerikaanse leiding was ervan overtuigd dat ditmaal geen aanval van A-26-vliegtuigen voorafgaand aan de landingen zou moeten plaatsvinden, omdat bij Stanleystad wel was gebleken dat dit de Simba's alleen maar meer alarmeren zou en het niet echt hielp bij het stoppen van vijandelijke vuur. Adams eiste echter dat ze toch zouden worden ingezet. Laurent had zich geërgerd aan de trage verplaatsing van zijn troepen bij Stanleystad en besloot ditmaal al het beschikbare materiaal in te zetten en een compagnie meteen na de landing te laten oprukken naar de stad in plaats van eerst het vliegveld vrij te maken van obstakels. Dat laatste zou een andere compagnie dan moeten doen. Er werden echter wel minder voertuigen ingezet dan bij Stanleystad (4 in plaats van 8 gepantserde jeeps), mogelijk door een misverstand over de beschikbaarheid van andere voertuigen.
Laurent besloot tot de landing van 240 para's vanuit 4 C-130-vliegtuigen. Mine kende de verantwoordelijkheden toe: de 11e compagnie zou in het midden en ten westen van het vliegveld gedropt worden en meteen de stad intrekken om vluchtelingen te redden en om een wegblokkade op te zetten ten noordwesten van de stad om Simbaversterkingen vanuit het militair kamp te voorkomen. De 13e compagnie zou in het midden en oosten van het vliegveld landden, de landingsstrook vrijmaken en deze bewaken gedurende de operatie. Verder zou ze een wegblokkade tussen vliegveld en stad moeten opzetten, een peloton op reserve moeten houden voor eventuele inzet bij zoekmissies in de stad, en met een verkenningsgroep meehelpen bij zoekoperaties. De 12e compagnie en de hoofdkwartiercompagnie bleven achter in Stanleystad als reserve-eenheden.
Een deel van de vliegtuigen had schade opgelopen en moest worden gerepareerd in Leopoldstad. In de middag van de 25e waren er echter voldoende vliegtuigen (waarvan een aantal gerepareerd) gereed voor inzet bij Operatie Zwarte Draak. De piloten waren echter door de inzet bij Operatie Rode Draak veelal erg moe en waren bovendien misselijk geworden door het drinken van lokaal bier en sap in Kamina (dat hen was aangeraden te drinken in plaats van water), waarin bacteriën zaten, zodat ze aan de diarree raakten en moesten overgeven. Erg uitgerust waren ze daarom niet bij het inzetten van de operatie, die veel moeilijker was doordat de stad slecht vindbaar was (een 'postzegel' in het oerwoud, terwijl Stanleystad aan de duidelijk zichtbare rivier de Congo lag en de landing werd bemoeilijkt door de dichte begroeiing. De para's zaten nog in Stanleystad (in plaats van Kamina, zoals vooraf gepland) omdat de vliegtuigen benodigd waren geweest om het onverwacht hoge aantal vluchtelingen te evacueren. besloten werd om hen en het materieel in zeven C-130-vliegtuigen in een ruk door naar Paulis te vervoeren. Daarbij was er het probleem van de omvang van het vliegveld in Stanleystad, dat slechts drie C-130-vliegtuigen kon bevatten en al vol stond met vliegtuigen voor de evacuaties en voor de ondersteuning van l'Ommegang. Besloten werd echter om toch door te zetten; de Belgen trokken de vliegtuigen van de landingsbanen en taxibanen af, zodat er uiteindelijk toch zeven C-130-vliegtuigen konden staan.

### Uitvoering
Op 25 november om 23:00 werd besloten tot de start van de operatie. Net toen het eerste vliegtuig met para's wilde opstijgen naar Kamina om daar voorraden in te laden, viel op het vliegveld van Stanleystad het licht uit. De Amerikaanse kolonel Gradwell (leiding over de vliegtuigen) besloot om toch door te zetten in de duisternis, al was het gevaar aanwezig dat een van de vliegtuigen zou kunnen haperen en het vliegveld in de duisternis niet meer goed kon aanvliegen. Alles ging echter goed en om 2:45 landde het eerste vliegtuig in Kamina (om 4:00 het laatste), waar voorraden werden ingeslagen voor de operatie. Op het vliegveld ontstond consternatie toen bleek dat Laurent het vliegveld van Paulis wilde aanvliegen vanaf het oosten naar het westen, terwijl de piloten door Isaacson was meegedeeld dat het plan was om van het westen naar het oosten aan te vliegen; Laurents mannen zouden daardoor de verkeerde richting op kunnen marcheren. De vermoeide piloten hadden echter al het plan in hun hoofd en weigerden op het moment van aanbreken van de operatie om het hele schema weer om te gooien. Toen Laurent ervan hoorde was hij ontsteld en zorgde ervoor dat het schema zoals hij had bepaald werd nagevolgd; het werd dus aanvliegen vanaf het oosten naar het westen. De piloten werden hiervan op de hoogte gesteld, zodat ze hun aanvliegroute konden aanpassen.

#### Landingen en eerste operaties op het vliegveld

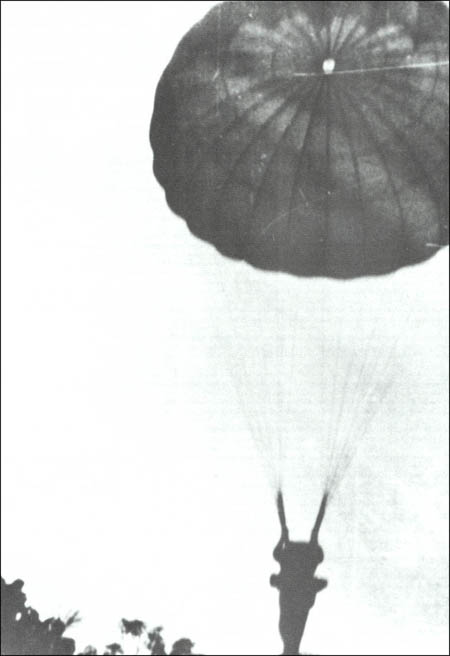
Een parachutist van de tweede dropping op Paulis

Om 5:00 stegen de zeven vliegtuigen op, daarbij vergezeld door een achtste van Gradwell, dat oorspronkelijk bedoeld was als reserve, maar bij succesvol opstijgen werd ingezet als extra evacuatietoestel. Door de ligging, onweer onderweg en mist boven het woud bleek het nog een hele klus om het vliegveld van Paulis te vinden, maar door de inzet van radar en door gegist bestek werd de locatie toch gevonden en om 5:55 werd de landingsstrook gespot. Ditmaal waren de Simba's niet verrast; het eerste B26-vliegtuig werd viermaal geraakt en de eerste trits landingen werd daarop afgebroken. Daarop werd een tweede poging gedaan en ditmaal werd doorgezet. Om 5:58 begonnen de landingen. De rebellen schoten in het wilde weg op alles wat bewoog, maar door de mist konden bijna alle para's ongeschonden landen. Een para werd echter geraakt en raakte zwaar gewond.
Eenmaal op het vliegveld schakelden para's van de 13e compagnie een machinegeweer uit dat op de vliegtuigen had geschoten en vielen de verkeerstoren aan. Het 2e peloton van het 13e rukte op naar het westen van het vliegveld en de rest ontdeed de landingsstrook van obstakels. Om 6:30 werd de landingsstrook vrijgegeven voor landingen, maar het eerste vliegtuig (Chalk 5) werd zo zwaar beschoten dat verdere landingen werden opgeschort. Het vliegtuig bracht echter twee gepantserde jeeps, die samen met een aantal para's de Simba's terug joegen, waarop de rest van de vliegtuigen konden landen.

#### Operaties in de stad
De 11e compagnie had zich ondertussen direct na de landingen verzameld en was volgens plan opgerukt naar de stad en splitste zich op in drie pelotons. Het eerste peloton werd ingezet voor het bevrijden van gijzelaars in de missiepost van de stad, het tweede voor het opzetten van de wegblokkade tegen aanvallen vanuit het militair kamp en het derde voor zoekmissies in het zuiden en centrum van de stad. Bij de zoekmissies werden slechts sporadisch gevechtshaarden aangetroffen. Voor een aantal van de vluchtelingen kwam de operatie echter te laat. De Simba's hadden op de 24e na de val van Stanleystad uit wraak al ongeveer twintig gevangenen laten executeren, waaronder een dominee, die ze eerst drie kwartier martelden alvorens ze hem als eerste vermoordden. Verder hielden ze nog ongeveer 35 tot 45 mensen gevangen, deels bij de missiepost van de stad. Het eerste peloton trof er alleen mannen en jongens aan die hen vertelden dat de vrouwen in een nabijgelegen woningbouwcomplex werden vastgehouden. Een deel van het peloton werd uitgestuurd om hen te bevrijden, terwijl een ander deel op de missie bleef. Ondertussen had de Nederlandse consul Theo Slegers in de brouwerij bij het vliegveld om hulp gevraagd bij het bevrijden van de gevangenen op de missie en had nadat hij eerst had beloofd dat een deel van de para's van het 13e en de hoofdkwartiercompagnie de brouwerij uit zouden kammen (hetgeen gebeurde) twee vrachtwagens meegekregen. Mine gaf daarop bevel om op te rukken naar de missie, maar gaf de uitzinnige Nederlander, die met zijn vrachtwagen aan leiding zou gaan, wel als waarschuwing mee om voorzichtigheid te betrachten, daar het 11e al ter plaatse zou kunnen zijn en de vrachtwagen mogelijk niet zou vertrouwen. Mines angst werd waarheid; de para's waren al aanwezig en sommeerden de vrachtwagen te stoppen. De vrachtwagen negeerde echter het stopteken en de para's vuurden daarop op de vrachtwagen die wegens gebrek aan tijd niet was gemarkeerd, waarbij de drie mannen in de vrachtwagen (brouwer, consul en een para) gewond raakten, zij het licht. De mannen werden daarop met de andere vluchtelingen naar het vliegveld gebracht.
Het tweede peloton had ondertussen koers gezet naar de weg om de blokkade op te richtten. Onderweg stuitten ze verschillende malen op gevechtshaarden, maar tegen 7:15 hadden ze de basis bereikt en richtten er de blokkade op. De rebellen zagen hen en deden van tijd tot tijd een mislukte aanvalspoging, waarbij een para gewond raakte. Het derde peloton rukte eerst op naar het hotel, waar volgens inlichtingen de vrouwen werden vastgehouden. Onderweg werden ze op vrijwel elk kruispunt aangevallen door zwaar geweervuur van de Simba's. Eenmaal aangekomen bleek het bericht niet te kloppen. Daarop zetten ze koers naar het centrale verkeersknooppunt om het gebied eromheen te bezetten. Nabij de Vici Congo stuitten ze op zwaar geweervuur. Rond 7:45 werden ze plotseling beschoten vanuit het huis van de lokale Simbaleider, waarbij een para werd gedood en een gewond raakte. Een aantal mannen werden achtergelaten om het lijk en de gewonde te bewaken, terwijl de rest oprukte naar het kruispunt. Eenmaal aangekomen werd een blokkade ingericht en werd begonnen met het uitkammen van de stedelijke gebieden eromheen. De troepen van de 11e compagnie bleven tot 16:00 in de stad om verstopte vluchtelingen op te sporen en te evacueren naar het vliegveld.

#### Verdere acties in Paulis

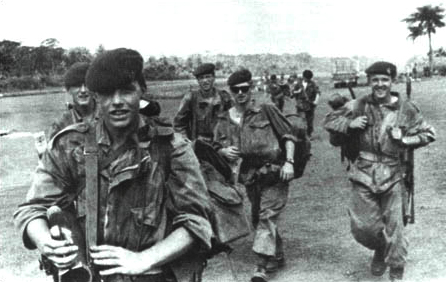
Belgische para's op terugweg naar het vliegveld

Tussen 7:15 en 8:45 werden in opdracht van Laurent ongeveer twintig huizen rond het vliegveld uitgekamd op de aanwezigheid van Simba's, waarbij twee Simba's werden gedood en vier gevangengenomen. De 13e nam ondertussen de brouwerij in, terwijl een deel van haar troepen het 11e hielp bij de evacuaties uit de stad.
Met de ervaring uit Stanleystad verliepen de evacuaties soepel. Tegen 7:50 waren er al 200 mensen naar het vliegveld gebracht. De ex-gevangenen uit de missiepost brachten betrouwbare informatie over de plekken waar niet-Congolezen werden vastgehouden. Deze plekken werden vervolgens aangedaan door twee patrouilles die Laurent vanaf 8:30 de stad instuurde: een eerste patrouille onder leiding van majoor Hardenne en een onder leiding van kapitein Huyberechts. Zij reden beiden een aantal keren naar diverse plekken in de Europese wijk en naar plekken buiten de stad om er vluchtelingen te redden. Daarbij werd ook een vrouw aangetroffen, die eerder door de Simba's was gedood. In totaal werden ten minste 70 vluchtelingen uit de buitengebieden van de stad gered. Het 11e en 13e waren ondertussen bezig met huiszoekingen in de stad zelf, waarbij nog meer vluchtelingen werden gered. Tegen het aanbreken van de nacht waren nog ongeveer 150 man aanwezig op het vliegveld. Laurent rekende ondertussen op Simbaversterkingen in de richting van Paulis, terwijl het aantal vluchtelingen dat binnen werd gebracht steeds minder werd. Hij besloot zijn mannen op een laatste patrouille na terug te trekken naar het vliegveld om de kans op verdere slachtoffers onder zijn mannen te verkleinen en er de komst van nieuwe vliegtuigen af te wachten, die rond 12:00 de volgende dag zouden arriveren.

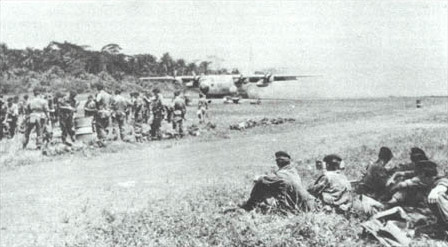
Een C130 landt in Paulis om bevrijde gijzelaars, vluchtelingen en para's te evacueren

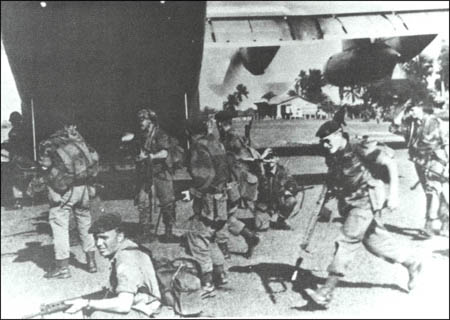
Para's verdedigen een vliegtuig dat hen moet evacueren uit Paulis

Het evacuatieplan werd als volgt geregeld: de 11e compagnie zou de vluchtelingen helpen met evacuatie en vervolgens helpen met het inladen van materieel, alvorens zelf ook te vertrekken, gevolgd door de elitepara's van majoor Ledant. De 13e en het leiderschap zouden het vliegveld ondertussen moeten bewaken om als laatste te vertrekken. Laurent hamerde erop dat elke commandant duidelijkheid moest hebben over de aanwezigheid van al zijn manschappen, omdat het per ongeluk achterlaten van een slapende para catastrofale gevolgen zou kunnen hebben voor die persoon wanneer de Simba's hem te pakken zouden krijgen. De volgende morgen werden nog vijf vluchtelingen opgehaald, maar toen deze aangaven de locatie van nog een aantal vluchtelingen te kennen 40 kilometer buiten de stad weigerde Laurent met pijn in het hart om met nog een patrouille akkoord te gaan. Precies om 24:00 arriveerde Gradwell met zijn vliegtuigen en werd met de evacuatie van de laatste vluchtelingen begonnen. Isaacson kwam met een tweetal gevechtssimulatoren die konden worden gebruikt bij het dekken van het laatste vliegtuig. Laurent wantrouwde Isaacson en was bang dat zijn man achter de mitrailleur in de toren zou kunnen denken dat het geluid van de Simba's kwam en erop zou kunnen vuren, maar hij nam het aanbod toch maar aan. Ondertussen werd de evacuatie doorgezet, waarbij de vliegtuigen in 20 minuten tijd landden, de mensen inlaadden en weer vertrokken. Om 4:00 landde het laatste vliegtuig en werden de gevechtssimulatoren aangezet. Meteen meldde de geschrokken piloot geweervuur, maar Gradwell meldde hem dat het om nepgeweervuur ging, waarop hij zijn laadruim opende zodat om 4:10 de laatste para's konden vertrekken, waarmee de operatie was beëindigd.
Hoewel eigenlijk al duidelijk was dat er geen opvolgoperatie zou komen, deden Godley en de diplomatieke gemeenschap in Leopoldstad, na rapporten met verhalen over de aanwezigheid van nog 1.000 gijzelaars, nog een laatste poging om de para's vast te houden voor nóg een operatie, maar zowel de Amerikanen als de Belgen voelden hier niet voor. Op de 26e waren demonstraties tegen de interventies uitgebroken in diverse Afrikaanse landen. In Kenia, waar auto's in brand werden gestoken voor de Amerikaanse, Belgische en Britse ambassades, werd de mening van rebellenwoordvoerder Thomas Kanza ruim baan gegeven. In Caïro werd de bibliotheek van de United States Information Agency in brand gestoken en werd president Johnson uitgekafferd in de staatspers. In Moskou, Praag en Beijing braken 'spontane' demonstraties uit. Dit bleek te veel voor president Johnson, die een Congolees 'Vietnam' vreesde en een streep zette onder de Amerikaanse deelname. Spaak was er ondertussen van overtuigd dat het versterken van l'Ommegang voldoende was binnen dit conflict en dat de para's huiswaarts moesten keren. Met deze boodschap kon Godley het doen.

## Nasleep
Ondertussen waren de misdaden tegen de menselijkheid doorgegaan. De verovering van Stanleystad door het ANC en l'Ommegang ging gepaard met vele oorlogsmisdaden. Waar de huurlingen zich te buiten gingen aan plunderingen, waren de leden van het ANC uit op wraak. Toen Mobutu met veiligheidsminister Victor Nendaka aankwam werd een tribunaal ingesteld in een van de stadia van Stanleystad, waar Nendaka vanaf 3 december besloot wie mocht blijven leven en wie niet. Op 26 november richtte een groep ANC'ers een bloedbad aan onder doodgewone Congolezen die zich in het Sabena-gasthuis bevonden; veertig van hen werden meegenomen naar de rivier en daar doodgeschoten. Andere van Simbasympathie verdachte personen werden doodgemarteld door andere ANC-troepen.
Vanderwalle was ondertussen nog druk doende met het uitkammen van de stad op Simba's. Hij liet versterkingen invliegen vanuit Domino (Congo), Elizabethstad en Leopoldstad en was nog verschillende dagen bezig om de Simba's uit de stad te jagen. De Simba's hadden zich ondertussen elders gegroepeerd en hadden Punia (Congo) heroverd. De strijd zou nog lang voortduren alvorens op 29 maart 1965 met de verovering van Watsa (waar de lijken van 38 vermoorde westerlingen werden gevonden) werd gemeld dat de Simbaopstand voorbij was. Het zou echter nog tot augustus 1965 duren alvorens de gevechten in het land stopten. In november greep Mobutu de macht en begon een periode van relatieve stabiliteit.
De Belgische para's werden bij terugkeer in België op 1 december als helden ontvangen en maakten een triomftocht door Brussel. Zowel Gradwell als Laurent werden door koning Boudewijn van België onderscheiden.